# Kärnämne
Ett kärnämne är ett skolämne  som har särskild vikt och som framförallt är knutet till gymnasial utbildning. Gymnasieskolans kärnämnen är de ämneskurser som är obligatoriska på samtliga program inom gymnasieskolan. Efter gymnasiereformen 2011 kallas de gymnasiegemensamma ämnen.

## Grundskolan
I grundskolan betraktas ofta ämnena svenska, engelska och matematik som kärnämnen även om de aldrig formellt betraktats som detta i någon svensk läroplan eller nationell kursplan. Innan Gy 2011 var det framförallt dessa tre ämnen som är behörighetsgivande till gymnasiet. En elev som inte uppnått betyget E i dessa tre ämnen kan läsa upp dem på ett introduktionsprogram i sin kommun. Efter Gy 2011 krävs istället godkänt i minst 8 av grundskolans ämnen och godkänt i 12 ämnen för att komma in på ett högskoleförberedande program. Fortfarande måste man vara godkänd i engelska, matematik och svenska men undantag kan göras om det finns särskilda skäl.

## Gymnasieskolan (från och med höstterminen 2011)
Den nya gymnasieskolan Gy 2011 gäller för elever som påbörjar sin gymnasieutbildning efter den 1 juli 2011.

Kärnämnena har bytt namn till gymnasiegemensamma ämnen och utgör tillsammans 650 gymnasiepoäng. De ingår i samtliga gymnasieprogram, inklusive yrkesförberedande program och lärlingsutbildningar. Ämnena är:
- Engelska 5 (100 poäng)
- Historia 1a1/1b (50/100 poäng)
- Idrott och hälsa 1 (100 poäng)
- Matematik 1a/1b/1c (100 poäng)
- Naturkunskap 1 (100 poäng)
- Religionskunskap 1 (50 poäng)
- Samhällskunskap 1 (100 poäng)
- Svenska 1 (100 poäng)

## Gymnasieskolan (före höstterminen 2011)
Den tidigare gymnasieskolans kärnämnen gäller eleverna som påbörjade sin gymnasieutbildning före den 1 juli 2011. Kärnämnena utgjorde tillsammans 750 gymnasiepoäng. De lästes av alla elever, både på studie- och yrkesförberedande program. Ämnena var:
- Svenska eller Svenska som andraspråk A+B (200 poäng)
- Engelska A (100 poäng)
- Matematik A (100 poäng)
- Samhällskunskap A (100 poäng)
- Religionskunskap A (50 poäng)
- Naturkunskap A (50 poäng)
- Estetisk verksamhet (50 poäng)
- Idrott och hälsa A (100 poäng)

För att uppnå ett slutbetyg krävs att man har betyg i samtliga kärnämnen, dvs. något mellan IG och MVG.

Sedan 2010 är det obligatoriskt att ha minst godkänt i Matematik A, Engelska A samt Svenska A+B.